# Služební medaile policie s vavřínovou ratolestí
Služební medaile policie s vavřínovou ratolestí (norsky Politimedaljen med laurbærgren) je norská medaile založená roku 2002.

## Historie a pravidla udílení
Medaile byla založena dne 1. března 2002. Udílena je policejním ředitelem. Nošena může být na norských policejních a vojenských uniformách. Udílena je policistům i civilním pracovníkům policie za významné zásluhy ve službě policii. Může být udělena i lidem mimo policii. Medaile tak byla například udělena v roce 2008 kontradmirálu Egilovi Jørgenu Eikangeru za mimořádně záslužnou pomoc norské policii. Spolu s medailí je vyznamenaným předáván také diplom potvrzující udělení vyznamenání.

## Popis vyznamenání
Medaile kulatého tvaru o průměru 33 mm je vyrobena ze stříbra. Na přední straně je znak policie. Na zadní straně je v horní části nápis POLITIET a ve spodní části nápis FOR TJENESTER. Obě části nápisu jsou odděleny dvěma pěticípými hvězdami.
Stuha široká 35 mm je černá se 4 mm širokým zlatým pruhem uprostřed. Na stuze je stříbrná vavřínová větvička.
Vzhledem se tak medaile shoduje se Služební medailí policie, jediným rozdílem je spona na medaili v podobě vavřínové ratolestí.